# Мезоне
Мезонѐ (на френски: Maisonnais) е село в централна Франция, част от департамента Шер на регион Център-Вал дьо Лоар. Населението му е около 232 души (2021).
Разположено е на 233 метра надморска височина в Лоарската низина, на 24 километра западно от Сент Аман Монтрон и на 45 километра югоизточно от Шатору. През XVIII – XX век селището е местен грънчарски център, а днес основна дейност е млечното говедовъдство, като в областта се произвежда сиренето валансе.

## Известни личности
Починали в Мезоне
- Робер от Арбрисел (1047 – 1117), духовник